# Äsön

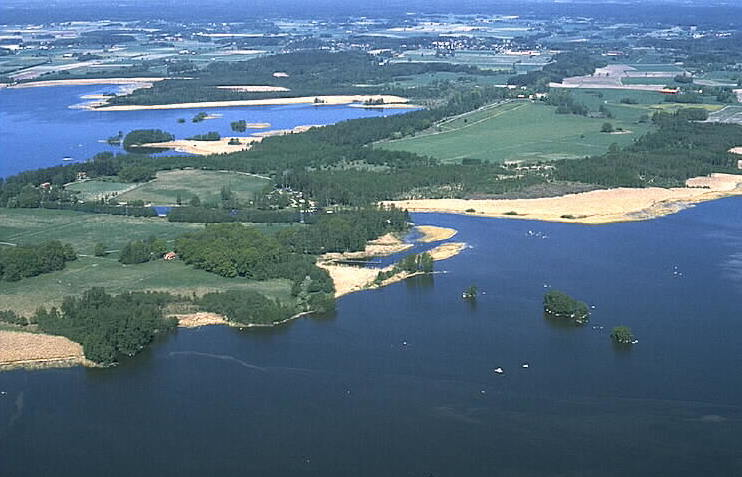
Flygfoto över delar av Äsön. I mitten av bilden syns Norra Ässundet som delar fastlandet och Äsön. Närmast i bild syns Mellanfjärden.

Äsön (även stavat Ässön eller Essön) är en långsmal ö i Hjälmaren mellan Hemfjärden och Mellanfjärden. Äsön är en del av en rullstensås som sträcker sig i nordlig-sydlig riktning. Öns namn betyder "Åsön".
På öns södra del finns ett större antal fritidshus i de båda områdena Kyrkbacken och Fallhagen. Ett stort grustag finns på mitten av ön. I söder förbinds ön med fastlandet med en bro över Södra Ässundet och i norr trafikerar cykelfärjan "Åbäket" Norra Ässundet under somrarna. Den 4 mil långa cykelleden "Hemfjärden runt" passerar Äsön. 